# Hesperochernes canadensis
Espèce
Hesperochernes canadensis est une espèce de pseudoscorpions de la famille des Chernetidae.

## Distribution
Cette espèce se rencontre au Canada en Alberta et aux États-Unis au Colorado.

## Description
Le mâle holotype mesure 2,3 mm et la femelle paratype 3,1 mm.

## Étymologie
Son nom d'espèce, composé de canad[a] et du suffixe latin -ensis, « qui vit dans, qui habite », lui a été donné en référence au lieu de sa découverte, le Canada.

## Publication originale
- Hoff, 1945 : Hesperochernes canadensis, a new chernetid pseudoscorpion from Canada. American Museum Novitates, no 1273, p. 1-4 (texte intégral).